# Saint-Méloir-des-Bois
Saint-Méloir-des-Bois är en kommun i departementet Côtes-d'Armor i regionen Bretagne i nordvästra Frankrike. Kommunen ligger i kantonen Plélan-le-Petit som tillhör arrondissementet Dinan. År 2022 hade Saint-Méloir-des-Bois 272 invånare.

## Befolkningsutveckling
Antalet invånare i kommunen Saint-Méloir-des-Bois
Referens:INSEE